# Sabotage (cantant)
Mauro Mateus dos Santos (São Paulo, 3 d'abril de 1973 - 24 de gener de 2003), més conegut pel seu nom artístic Sabotage, va ser un raper i compositor brasiler.

## Biografia
Es va dedicar a la venda de drogues a Brooklin Novo, un barri de la zona sud de São Paulo. Va guanyar fama l'any 2001 després de la presentació del seu primer i únic àlbum titulat Rap é compromisso. També va col·laborar amb altres artistes, com en l'EP Revolusongs de Sepultura amb una versió de «Black Steel in the Hour of Chaos» de Public Enemy que es va publicar el 2002. Aquell mateix any va aparèixer a la pel·lícula O Invasor i va contribuir a la seva banda sonora, i l'any següent va fer de Fuinha a la pel·lícula Carandiru.
La seva influència com a músic va ser crucial per al creixement del hip-hop al Brasil car la seva visió i estil eren únics i inspiradors per a molts rapers. Les seves lletres estaven plenes de la saviesa d'un home que va experimentar una vida dura a les faveles. El 2016 es va publicar el seu àlbum pòstum, Sabotage.
El 2003, Sabotage va morir després de rebre quatre trets al cap i al pit. No es va fer cap detenció i, malgrat la naturalesa de l'atac, no es va establir cap connexió entre el tràfic de drogues i la seva mort violenta.

## Discografia
- Rap é compromisso! (2001)[6]
- O Invasor (2002)
- Uma luz que nunca irá se apagar (2002)
- Rap é o hino que me mantém vivo (2008)
- Sabotage (2016)